# Дастін Мілліган
Дастін Воллес Мілліган (англ. Dustin Wallace Milligan; нар. 28 липня 1985, Єллоунайф, Північно-Західні території, Канада) — канадський актор, найбільш відомий як Ітан Ворд у серіалі «90210: Нове покоління», Том Каммінгс у серіалі «X Company», Тед Малленс у серіалі «Шиттс-Крік» та Джош Картер у серіалі «Разерфорд-Фоллз».

## Особисте життя
Мілліган народився в Єллоунайфі, Північно-Західні території, в родині Джин Воллес, колишньої членкині міської ради Єллоунайфа, та Браяна Міллігана.
Він одружений з акторкою Амандою Крю.

## Кар'єра
Мілліган відомий за роль Теда Малленса в серіалі «Шиттс-Крік» та Ітана Ворда в серіалі The CW «90210: Нове покоління», спінофі прайм-тайм драми 1990-х років «Район Беверлі-Гіллз». Його персонажа виключили з шоу в кінці першого сезону.
Серед його фільмів: «Пункт призначення 3» (2006), «Слимак» (2006), «Ефект метелика 2» (2006), «В країні жінок» (2007), «Викуп» (2007), «Посланці» (2007) та «Екстракт» (2009).
Мілліган знявся драмі-саспенсі «Втікач», яку обрав The CW для показу у вересні 2006 року, але скасував в жовтні після того, як в ефір вийшло лише три з дев'яти завершених епізодів.
Він знявся у телевізійному фільмі канадської мережі CTV «Вісім днів життя», зігравши зниклого сина зірки серіалу «Чужа сім'я» Келлі Равен. Він також зіграв другорядні ролі в телесеріалах «Дні», «Андромеда», «Мертва зона», «Аліса, здається», «Надприродне» та «Міська ратуша да Вінчі» від Сі-Бі-Сі.

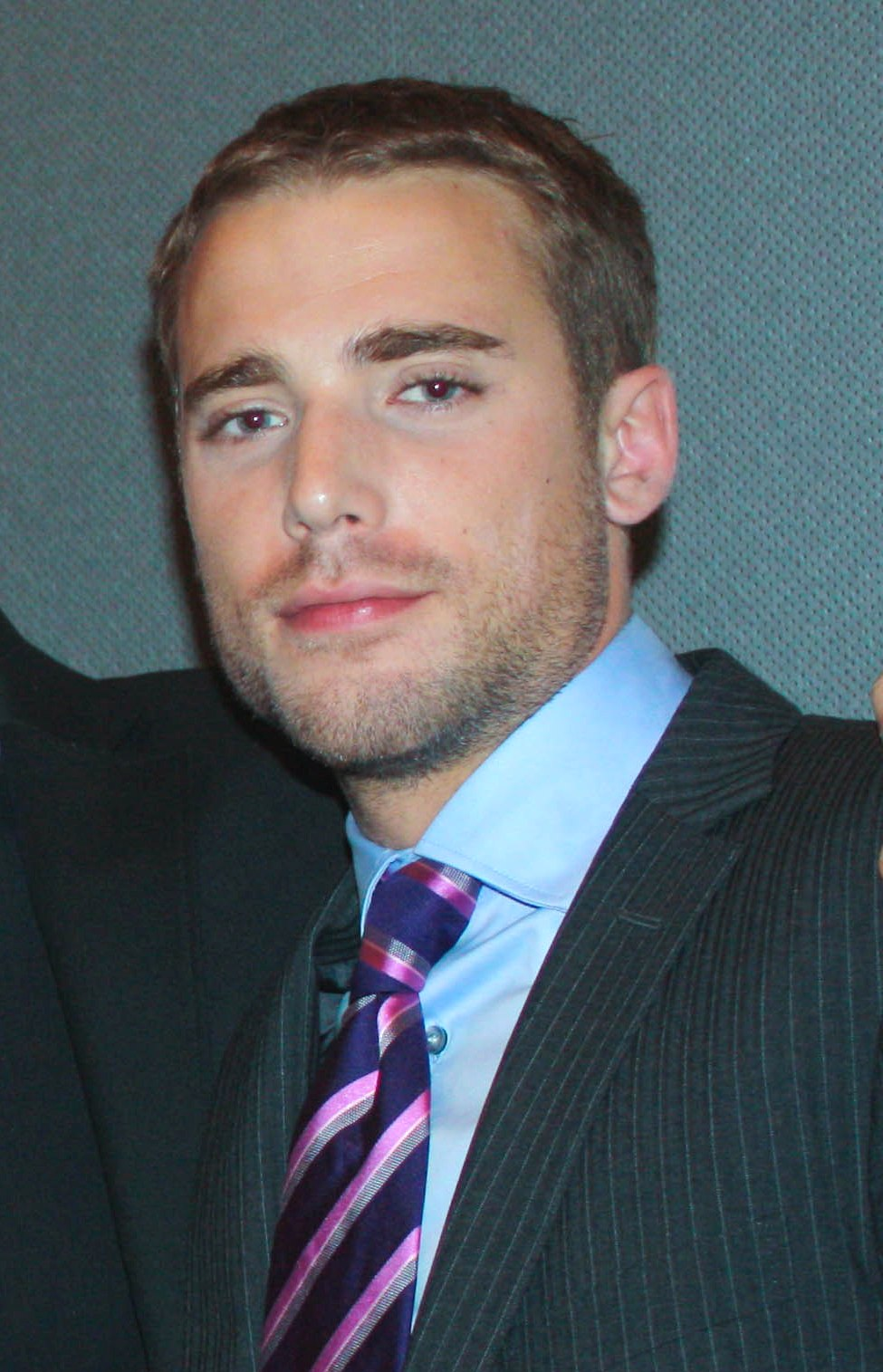
Мілліган у 2011 році

У 2010 році він зіграв Кайла Галстеда в незалежному кримінальному бойовику «Ті, що повторюють реальність» разом з Амандою Крю у головній ролі. У 2011 році він зіграв головну роль Ніка у фільмі жахів про акул «Щелепи 3D». У 2011 році він зіграв Ніка Нейдера в трилері «Неназваний» та Рорі в незалежному фільмі «Сестри і брати». У 2012 році він зіграв головну роль Сема Ріда в оригінальному фільмі Lifetime «Кохання за різдвяним столом» разом з Данікою Маккеллар у головній ролі. Він з'явився у відеоролику Funny or Die «Post Apocalypse News» разом з Елізабет Хауер. У 2013 році він зіграв Каллума Бека в незалежному трилері «Лютий».
У 2014 році Мілліган зіграв роль детектива преподобного Грізлі Найт-Бера у вінтажному фільмі про 1970-ті роки про «приятеля-поліцейського» «Погане місто». Він зіграв роль Джона у фільмі жахів «Останній ритуал», продюсером якого був Джеймс Ван. У 2015 році він отримав головну роль у шпигунському серіалі-трилері «X Company», де зіграв Тома Каммінгса. Він з'являвся у всіх шести сезонах серіалу «Шиттс-Крік», граючи роль ветеринара Теда Малленса. Він отримав епізодичну роль Блейна в телесеріалі «Кремнієва долина». Пізніше, у 2015 році, він зіграв головну роль Огдена в незалежній драмі «Секвойя», де його партнеркою на знімальному майданчику була Елісон Мішалка.
У 2016 році він зіграв головну роль Корі в незалежному комедійному фільмі «Я, він, вона». Сценарист і режисер фільму — Макс Лендіс. Мілліган знявся в ролі Ніколаса Грея в незалежному містичному трилері «Початковий». Він знявся у фільмі «Сім'янин», де грає роль агресивного молодого вербувальника в Блекріджі, який проходить навчання під керівництвом персонажа Батлера. Він зіграв роль сержанта Гуго Фрідкіна, недоумкуватого урядового агента, який працює з Ріггінсом, у серіалі BBC America «Холістичне детективне агентство Дірка Джентлі».
У 2020 році Мілліган був учасником шоу «RuPaul's Secret Celebrity Drag Race». Після перемоги в міні-челенджі він обрав Ніну Вест своєю дреґ-наставницею. Він змагався проти Алекса Ньюелла та Метта Айзмана та зібрав 20 000 доларів для благодійної організації «Project HEAL».

## Фільмографія

### Кіно
| Рік  |    | Українська назва                    | Оригінальна назва                             | Роль                                                       |
| ---- | -- | ----------------------------------- | --------------------------------------------- | ---------------------------------------------------------- |
| 2004 | тф | Ідеальний роман                     | англ. Perfect Romance                         | репер / англ. rapper                                       |
| 2004 | тф | Тихо                                | англ. Hush                                    | Біллі / англ. Billy                                        |
| 2005 | тф | Ембер Фрей: Свідок обвинувачення    | англ. Amber Frey: Witness for the Prosecution | продавець у продуктовому магазині / англ. grocery clerk    |
| 2005 | ф  | Довгий вікенд                       | англ. The Long Weekend                        | Ед / англ. Ed                                              |
| 2005 | тф |                                     | англ. A Perfect Note                          | англ. Ripper                                               |
| 2006 | ф  | Пункт призначення 3                 | англ. Final Destination 3                     | Маркус / англ. Marcus                                      |
| 2006 | ф  | Марнотратники життя                 | англ. Man About Town                          | молодий Дулі / англ. young Dooley                          |
| 2006 | ф  | Слимак                              | англ. Slither                                 | хлопець, що малює / drawing boy                            |
| 2006 | тф | Вісім днів життя                    | англ. Eight Days to Live                      | Джо Спрінг / англ. Joe Spring                              |
| 2006 | кф |                                     | англ. Nostalgia Boy                           | англ. Nostalgia Boy                                        |
| 2006 | ф  | Ефект метелика 2                    | англ. The Butterfly Effect 2                  | Тревор Істмен / англ. Trevor Eastman                       |
| 2007 | ф  | Посланці                            | англ. The Messengers                          | Боббі / англ. Bobby                                        |
| 2007 | ф  | В країні жінок                      | англ. In the Land of Women                    | Ерік Воттс / англ. Eric Watts                              |
| 2007 | ф  | Викуп                               | англ. Butterfly on a Wheel                    | Метт Раян / англ. Matt Ryan                                |
| 2009 | ф  | Екстракт                            | англ. Extract                                 | Бред / англ. Brad                                          |
| 2010 | ф  | Єва                                 | англ. Eva                                     | Люсьєн / англ. Lucien                                      |
| 2010 | ф  | Без зброї                           | англ. Gunless                                 | капрал Джонатан Кент / англ. corporal Jonathan Kent        |
| 2010 | ф  | Ті, що повторюють реальність        | англ. Repeaters                               | Кайл Халстед / англ. Kyle Halsted                          |
| 2010 | кф |                                     | англ. Tossers                                 | Джиммі «Мереживо» Сантіно / англ. Jimmy "The Lace" Santino |
| 2011 | ф  |                                     | англ. Wannabe Macks                           | англ. CJ                                                   |
| 2011 | ф  | Щелепи 3D                           | англ. Shark Night                             | Нік / англ. Nick                                           |
| 2011 | ф  | Неназваний                          | англ. The Entitled                            | Нік Нейдер / англ. Nick Nader                              |
| 2011 | ф  | Сестри і брати                      | англ. Sisters & Brothers                      | Рорі / англ. Rory                                          |
| 2012 | ф  | Брудна кампанія за чесні вибори     | англ. The Campaign                            | хлопець з братства коледжу / англ. college frat guy        |
| 2012 | ф  | Кохання за різдвяним столом         | англ. Love at the Christmas Table             | Сем / англ. Sam                                            |
| 2013 | мф | Саріла: Загублена земля             | англ. The Legend of Sarila                    | Маркуссі / англ. Markussi                                  |
| 2013 | ф  | Лютий                               | англ. Ferocious                               | Каллум Бек / англ. Callum Beck                             |
| 2013 | ф  | Ніяких підказок                     | англ. No Clue                                 | Денні Карвін / англ. Danny Carwyn                          |
| 2014 | ф  | Секвойя                             | англ. Sequoia                                 | Огден / англ. Ogden                                        |
| 2014 | ф  |                                     | англ. Primary                                 | Ніколас Грей / англ. Nicholas Gray                         |
| 2014 | ф  |                                     | англ. Bad City                                | англ. Detective Reverend Grizzly Night-Bear                |
| 2015 | ф  | Останній ритуал                     | англ. Demonic                                 | Джон / англ. John                                          |
| 2015 | ф  |                                     | англ. Almost Anything                         | англ. Ugly Lamp Guy                                        |
| 2015 | кф |                                     | англ. Wrestling Isn't Wrestling               | англ. Bartender 1                                          |
| 2015 | ф  | Я, він, вона                        | англ. Me Him Her                              | Корі / англ. Cory                                          |
| 2016 | ф  | Сім'янин                            | англ. A Family Man                            | Самнер / англ. Sumner                                      |
| 2018 | ф  | Проста послуга                      | англ. A Simple Favor                          | Кріс / англ. Chris                                         |
| 2022 | ф  | Мак і Рита                          | англ. Mack & Rita                             | Джек / англ. Jack                                          |
| 2022 | ф  | Люди, яких ми ненавидимо на весіллі | англ. The People We Hate at the Wedding       | Денніс / англ. Dennis                                      |
| 2024 | кф |                                     | англ. The Move                                | Тодд / англ. Todd                                          |
| 2024 | ф  | На холостому ході                   | англ. Running on Empty                        | Рендалл / англ. Randall                                    |
| 2024 | ф  | Шелл                                | англ. Shell                                   | Девін / англ. Devin                                        |
| 2024 | ф  | Операція «Тако Гері»                | англ. Operation Taco Gary's                   | Люк / англ. Luke                                           |
| 2024 | ф  | Палкий сніговик                     | англ. Hot Frosty                              | Джек Сніговик / англ. Jack Snowman                         |

### Телебачення

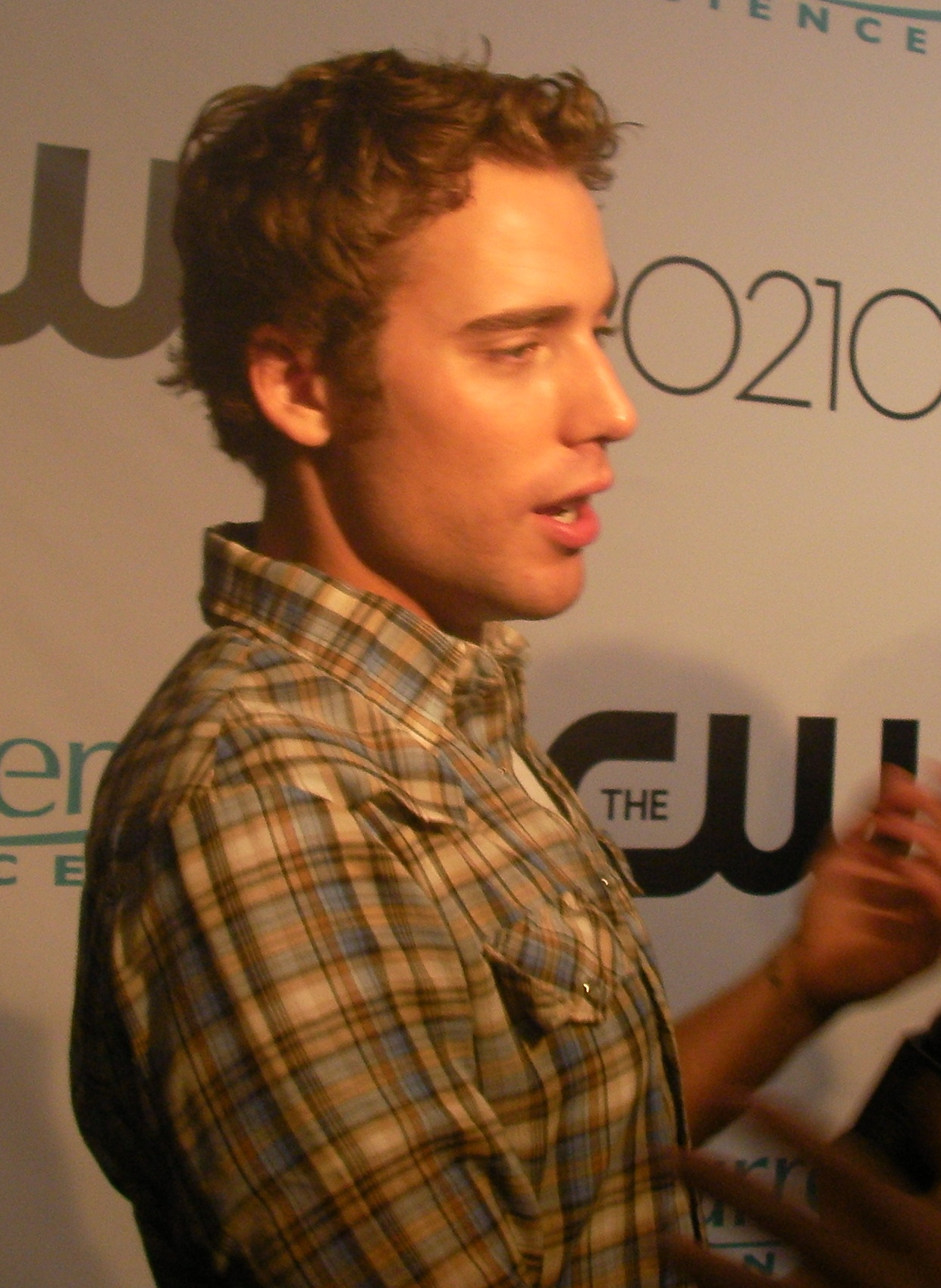
Мілліган на вечірці з нагоди прем'єри серіалу «90210» у Малібу 23 серпня 2008 року

| Рік       |   | Українська назва                              | Оригінальна назва                             | Роль                                                       |
| --------- | - | --------------------------------------------- | --------------------------------------------- | ---------------------------------------------------------- |
| 2004—2004 | с | Дні                                           | англ. The Days                                | Стів Колтер / англ. Steve Colter (2 серії)                 |
| 2004—2004 | с | Мертві, як я                                  | англ. Dead Like Me                            | Джої / англ. Joey (1 серія)                                |
| 2004—2004 | с | Андромеда                                     | англ. Andromeda                               | Лон / англ. Lon (1 серія)                                  |
| 2005—2005 | с | Міська ратуша да Вінчі                        | англ. Da Vinci's City Hall                    | Чад Марковіц / англ. Chad Markowitz (1 серія)              |
| 2006—2006 | с | Мертва зона                                   | англ. The Dead Zone                           | Ренді / англ. Randy (1 серія)                              |
| 2006—2006 | с | Аліса, здається                               | англ. Alice, I Think                          | Марк Коннерс / англ. Mark Conners (1 серія)                |
| 2006—2006 | с | Втікач                                        | англ. Runaway                                 | Генрі Рейдер / англ. Henry Rader (9 серій)                 |
| 2008—2008 | с | Про дівчину                                   | англ. About a Girl                            | Стан / англ. Stan (1 серія)                                |
| 2008—2008 | с | Надприродне                                   | англ. Supernatural                            | Алан Дж. Корбетт / англ. Alan J. Corbett (1 серія)         |
| 2008—2009 | с | 90210: Нове покоління                         | англ. 90210                                   | Ітан Ворд / англ. Ethan Ward (24 серії)                    |
| 2011—2011 | с | Марсі                                         | англ. Marcy                                   | Перрі / англ. Perry (1 серія)                              |
| 2012—2012 | с | Називай мене Фітц                             | англ. Call Me Fitz                            | Баррі О'Ніл / англ. Barry O'Neil (1 серія)                 |
| 2013—2013 | с | Мотив                                         | англ. Motive                                  | Фелікс Хаусман / англ. Felix Hausman (1 серія)             |
| 2014—2014 | с |                                               | англ. Math Bites                              |                                                            |
| 2015—2020 | с | Шиттс-Крік                                    | англ. Schitt's Creek                          | Тед Малленс / англ. Ted Mullens (43 серії)                 |
| 2015—2015 | с | Кремнієва долина                              | англ. Silicon Valley                          | Блейн / англ. Blaine (1 серія)                             |
| 2015—2016 | с | X Company                                     | англ. X Company                               | Том Каммінгс / англ. Tom Cummings (18 серій)               |
| 2016—2017 | с | Холістичне детективне агентство Дірка Джентлі | англ. Dirk Gently's Holistic Detective Agency | сержант Гуго Фрідкін / англ. Sgt. Hugo Friedkin (16 серій) |
| 2018—2018 | с | Сліпа зона                                    | англ. Blindspot                               | Лінкольн / англ. Lincoln (1 серія)                         |
| 2019—2019 | с | Назустріч пітьмі                              | англ. Into the Dark                           | Гевін / англ. Gavin (1 серія)                              |
| 2021—2022 | с | Разерфорд-Фоллз                               | англ. Rutherford Falls                        | Джош Картер / англ. Josh Carter (18 серій)                 |
| 2023—2023 | с | ФУБАР                                         | англ. FUBAR                                   | Кайл / англ. Kyle (1 серія)                                |

### Музичні відео
| Year | Title             | Artist                        | Role    | Ref.   |
| ---- | ----------------- | ----------------------------- | ------- | ------ |
| 2011 | «Shark Bite Rap»  | Акторський склад Щелепи 3D    | Камео   | [ 28 ] |
| 2013 | »Made in the USA" | Демі Ловато                   | Хлопець | [ 29 ] |
| 2014 | «Friday Night»    | Godson featuring Jessa Garcia | Камео   | [ 30 ] |